# Alteratie (Amsterdam)

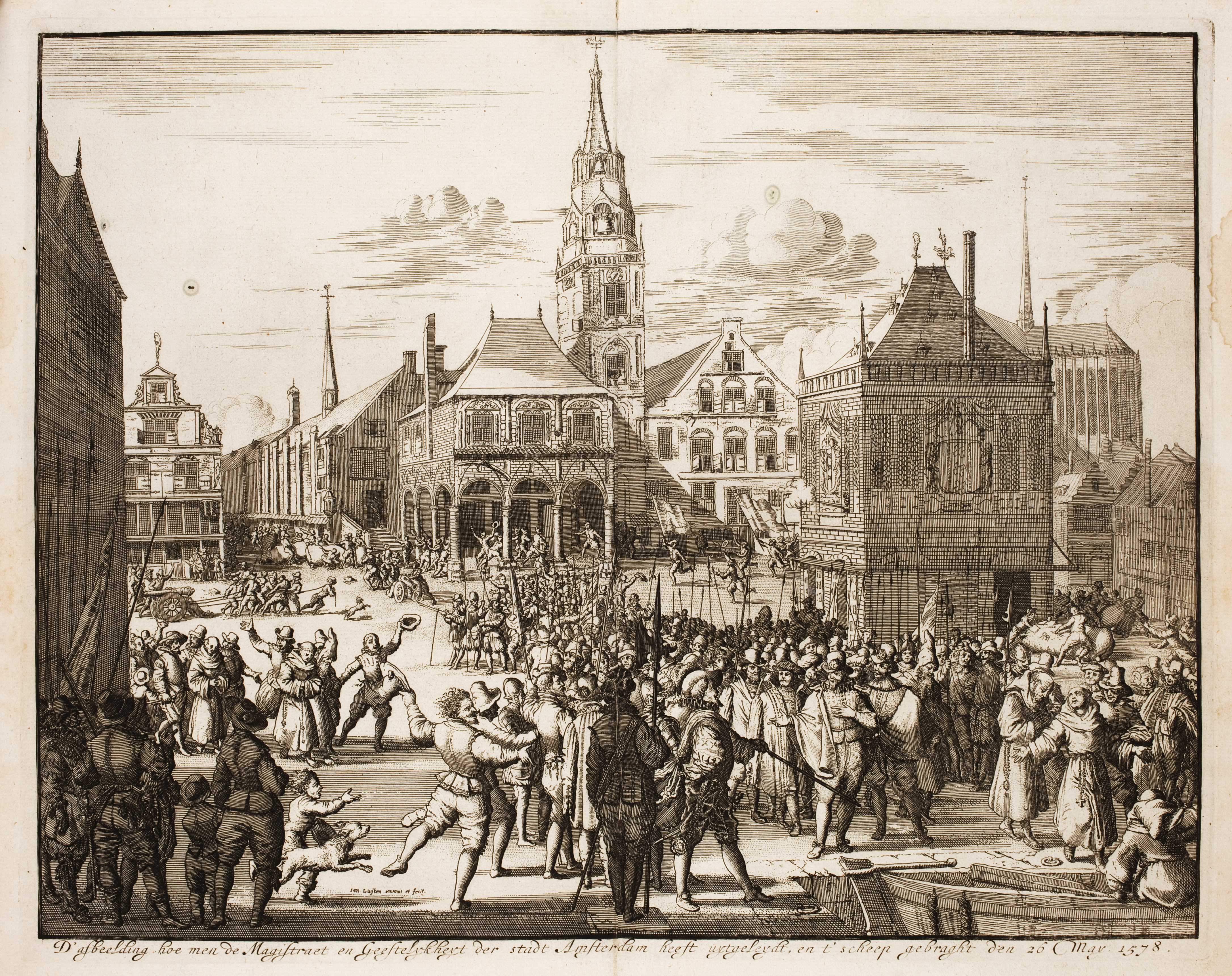
Alteratie van Amsterdam, in Pieter Corneliszoon Hooft en Geeraert Brandt: Nederlandsche historien.

De Alteratie is de naam voor de omwenteling in Amsterdam op 26 mei 1578 toen de katholieke stadsregering werd afgezet. Handelsbelangen speelden een belangrijke rol bij de ommezwaai, omdat Amsterdam geïsoleerd raakte en andere steden de handel dreigden over te nemen. De overgang verliep geweldloos. Op 29 mei werd een nieuwe raad gevormd, bestaande uit dertig calvinisten en tien katholieken.  

## Voorgeschiedenis
Na de Pacificatie van Gent in 1576 moest Amsterdam zich onderwerpen aan Oranje en de Staten van Holland, maar de stadsbestuurders wilden de koning trouw blijven en waren erop tegen dat de gereformeerde godsdienst de heersende religie zou worden. Pas toen de nieuwe landvoogd Don Juan de Pacificatie had erkend, volgde Amsterdam zijn voorbeeld. Er volgden langdurige onderhandelingen over de Satisfactie: door dit verdrag zou de stad onder het gezag van Oranje en de Staten komen. Uiteindelijk tekende de stadsregering, na een aanslag op Amsterdam door geuzen op 23 november 1577, deze overeenkomst op 8 februari 1578.
Amsterdam was in 1578 een belangrijke stad die nog niet tot de Prins was overgegaan. De oorlog was kostbaar en een aantal steden dreigde af te haken. Tijdens de Satisfactie verzoende de stad zich met de overige steden van Holland. Niettemin steeg de spanning en er ontstond onenigheid met de burgemeesters over de leiding van de schutterij. In alle steden speelde de kwestie van godsdienstvrijheid: een aantal van honderd protestantse families leverde het recht op bijeenkomsten. Na een hagenpreek raakte de zaak in een stroomversnelling. 

## Opstand

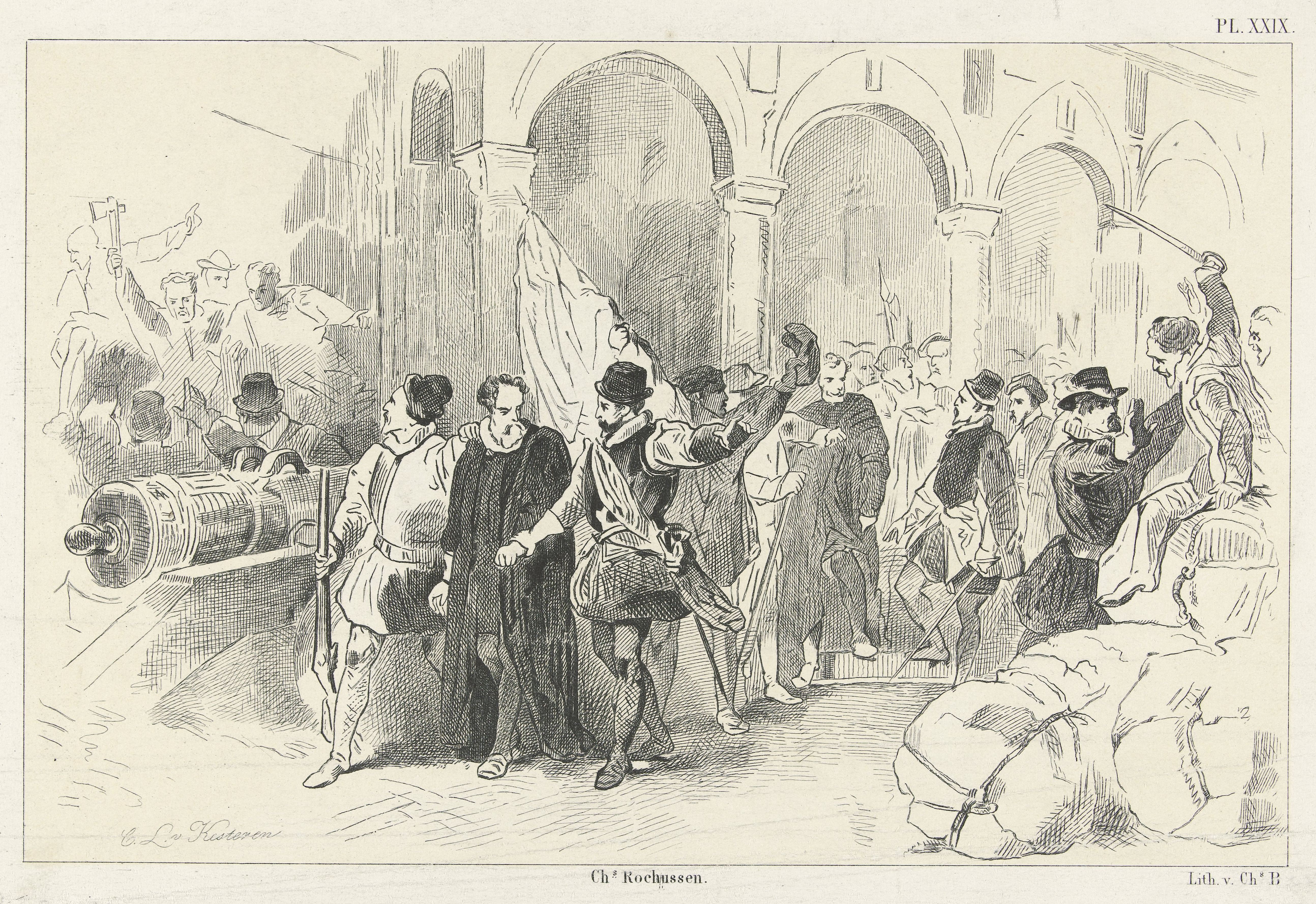
Amsterdam kiest de Staatse zijde, 1578. gravure uit de 19e eeuw

Een commissie van oude geuzen en een grote groep voormalige ballingen, vaak met grond en pakhuizen op de Lastage, belegden een vergadering. De volgende dag werd de Dam afgezet. De vroedschap werd naar het Damrak geleid, waar schuiten gereed lagen. De vrouw van ene Hendrick Dircksz liet nog een paar schone hemden brengen, maar deze burgemeester vreesde een spoedig einde en zond zijn goeie goed terug. Op 26 mei 1578 werden vierentwintig vroedschapsleden, waaronder de Haarlemse proost Jacobus Zaffius, die toevallig die dag Amsterdam bezocht, de stad uitgevoerd, en tegen de verwachting in ergens aan de Diemerzeedijk aan land gezet. Ze vestigden zich in Haarlem of Leiden of keerden later stilletjes terug.
Ook de gehate, bedelende franciscanen werden in optocht de stad uitgevoerd. Het volk uitte zijn woede op het minderbroederklooster in de Bloedstraat van deze minderbroeders, die - naar men geloofde - na het uitvoeren van het vonnis een bloedmaal aten. (Volgens de geschiedschrijver Melchior Fokkens (1661) zou Alva daar zijn bloedraad gehouden hebben.) De overige kloosterlingen mochten in de stad blijven en kregen een uitkering. De kloosterlingen waren rijk en bezaten veel grond; sommige kloosters werden nauwelijks bewoond.

## Gevolgen

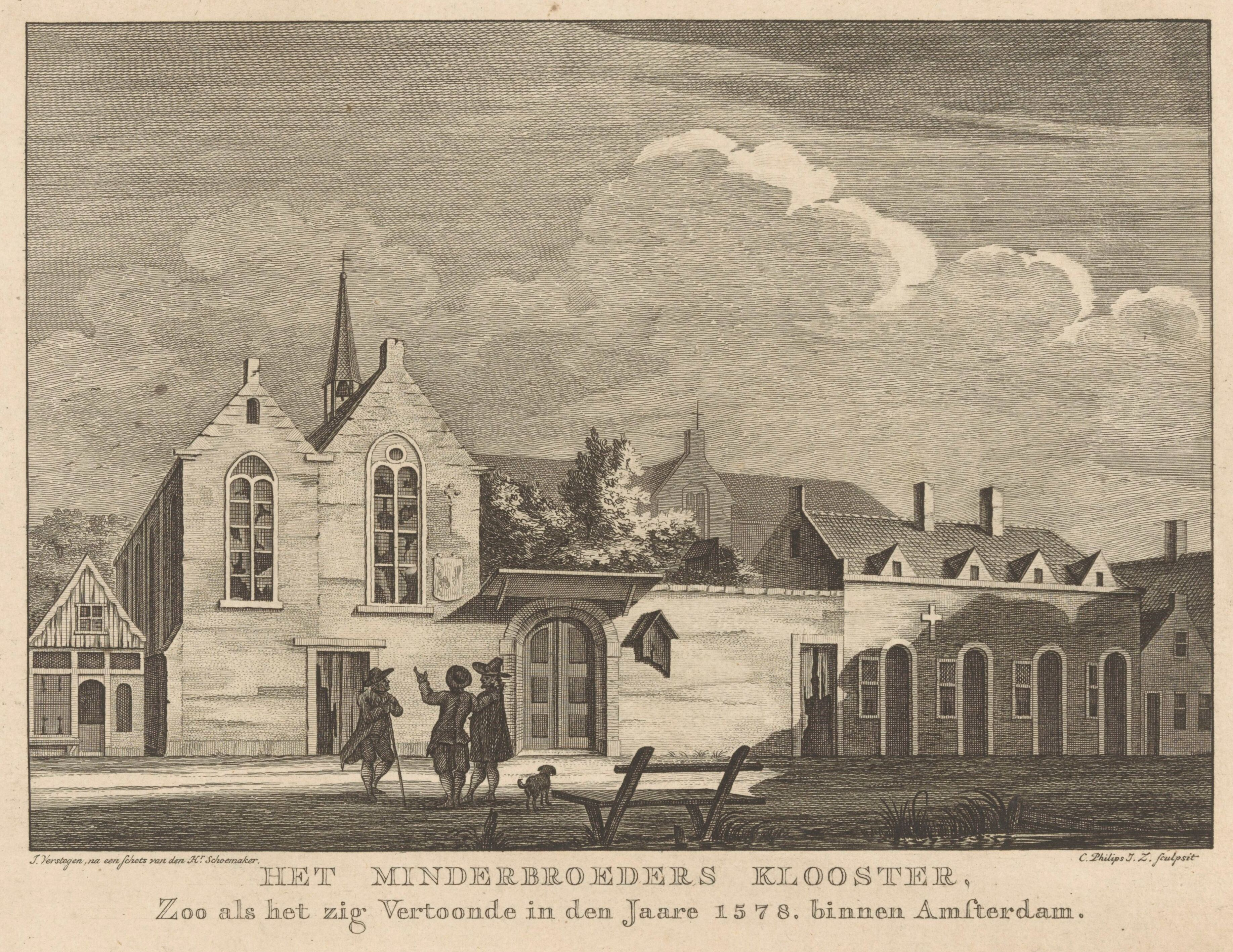
Het minderbroedersklooster na de plunderingen in 1578. gravure uit de 18e eeuw

Als resultaat van de Alteratie gingen de parochiekerken en kapellen over in handen van de protestanten en kregen nieuwe namen. Zo werd de oudste parochiekerk van de stad, de St. Nicolaaskerk, omgedoopt tot Oude Kerk en de Heilige Stede werd de Nieuwezijds Kapel. De Nieuwe Kerk werd eerst na een kleine beeldenstorm in september door de calvinisten overgenomen. De vele kloosters in de stad kwamen in handen van het nieuwe stadsbestuur en kregen nieuwe (niet-religieuze) bestemmingen, zoals wees- of tuchthuis. De kostbare boeken werden verzameld in de Nieuwe Kerk.

## Canon van Amsterdam
- De Alteratie is venster nummer 8 van de Canon van Amsterdam.